# Чоголіза
Чоголіза (Chogolisa, Bride Peak) — масивна гора висотою 7668 м над рівнем моря в хребті Машербрум, у гірській системі Каракорум. Розташована в безпосередній близькості з восьмитисячниками: Чогорі (8611), Гашербрум (8080) та Броуд-пік (8051).

## Географія
Гора розташована у хребті Машербрум у витоках льодовика Балторо (Регіон Конкордія) по сусідству з найвищими вершинами світу, за 15 кілометрах від масиву Гашербрум. Абсолютна висота найвищого піку 7668 метрів — 36-те місце у світі та 14-те в Каракорумі. У масиві Чоголіза є декілька вершин, з яких найвищими є дві вершини:
- найвища — Чоголіза I (7668 м) — вінчає південно-західну стіну;
- друга за висотою — Чоголіза II (7654 м) — знаходиться в північно-східній частині масиву, з 1892 року носить назву Брайд Пік (Bride Peak) з легкої руки Мартіна Конвея.

## Історія підкорення
У 1909 році учасники експедиції під керівництвом Луїджі Амедео, герцога Абруцці зробили першу спробу сходження на вершину, досягнувши висоти 7498 м. Базовий табір розташовувався з північного боку масиву, проміжний табір, з якого стартувала група альпіністів — на сідлі Чоголізи на висоті 6335 м. Негода зупинила альпіністів, не дозволивши їм дійти 300 м до вершини. Тим не менш, досягнута висота стала рекордною для того часу.
Герман Буль і Курт Дімбергер зробили спробу сходження на вершину в 1957 році відразу після успішного першосходження на Броуд-пік (8051 м). 25 липня вони залишили табір 1 і поставили табір на сідлі південно-західного гребеня на висоті 6706 м. Погана погода змусила їх відступити. 27 липня разом з карнизом в прірву зірвався Герман Буль. Його тіло так і не було знайдено.
У 1958 році учасники японської експедиції Кіотського університету під керівництвом Т. Кавабара (T. Kawabara) — М. Фуджіхіра (M. Fujihira) і К. Хірай (K. Hirai) — досягли вершини Чоголізи II.
Першосходження на вершину Чоголізи I було здійснено 2 серпня 1975 учасниками австралійської експедиції під керівництвом Едуарда Коблмюллера Фредом Пресслом (Fred Pressl) і Густавом Аммерером (Gustav Ammerer). Причому керівник експедиції потрапив у таку ж ситуацію, що і Генріх Буль, зірвався разом з карнизом на сходженні. На щастя, він був застрахований мотузкою і тому був врятований.